# 電気服
『電気服』（でんきふく）は、日本の美術家・田中敦子によって制作された芸術作品。田中敦子の代表作。高松市立美術館蔵。

## 概要
具体美術協会会長の吉原治郎の「今までに無いものを創れ」という指導のもと、電気服は1956年に制作された。
約200個の電球や蛍光灯に色を塗り、それを纏い服に見立てている。
1958年、大阪市で開催された「舞台を使用する具体美術展」にて田中敦子が同作を発表。一躍話題となった。
医薬品広告のネオンサインから電気服の着想を得たという。
1986年にキュレーターの岡部あおみらによる再制作が行われた。
1998年には田中敦子のドキュメンタリー映画『田中敦子 もうひとつの具体』に電気服が取り上げられた。
2020年には、NHKの番組『びじゅチューン!』でアニメーション化された。